# Diachlorus jobbinsi
Diachlorus jobbinsi är en tvåvingeart som beskrevs av David Fairchild 1942. Diachlorus jobbinsi ingår i släktet Diachlorus och familjen bromsar. Inga underarter finns listade i Catalogue of Life.